# نشان ملی اروگوئه
نشان ملی اروگوئه (به اسپانیایی: Escudo de Armas del Estado) برای نخستین بار توسط قانون در ۱۹ مارس ۱۸۲۹ تصویب شد و بعداً در سال‌های ۱۹۰۶ و ۱۹۰۸ تغییرات جزئی داشت. ظاهراً توسط خوان مانوئل بسنس ایریگوین (۱۷۸۸–۱۸۶۵) طراحی شده است.

## شرح و معنی
از یک سپر بیضی شکل تشکیل شده است که به چهار بخش مساوی تقسیم شده و در بالا با طلوع خورشید طلایی به نام «خورشید مه» که نماد طلوع ملت اروگوئه و انقلاب مه است، وجود دارد. بیضی توسط یک شاخه لور در سمت چپ و یک شاخه زیتون در سمت راست احاطه شده است که به ترتیب نماد پیروزی و صلح است، که در پایین با یک روبان آبی روشن، کاکل سابق اروگوئه گره خورده است.
در قسمت بالا سمت چپ یک ترازوی طلایی در زمینه آبی وجود دارد که نماد برابری و عدالت است.
قسمت بالا سمت راست شامل Cerro de Montevideo (تپه مونته‌ویدئو) با قلعه آن در بالای زمینه نقره‌ای است که نمادی از قدرت است.
در سمت چپ پایین، بر روی زمینه‌ای نقره‌ای، یک اسب سیاه در حال تاخت که نماد آزادی است وجود دارد.
قسمت پایین سمت راست یک ورزای طلایی را در زمینه آبی است که نماد فراوانی است.

## اصلاحات
از سال ۱۸۲۹ این نشان با چندین پرچم اروگوئه در هر طرف، سلاح‌ها و عناصر مختلف تجاری تزیین شد، در سال ۱۹۰۶ این طرح با قانونی ساده‌تر شد و تمامی تزئینات را حذف شد و طرح استاندارد شد.

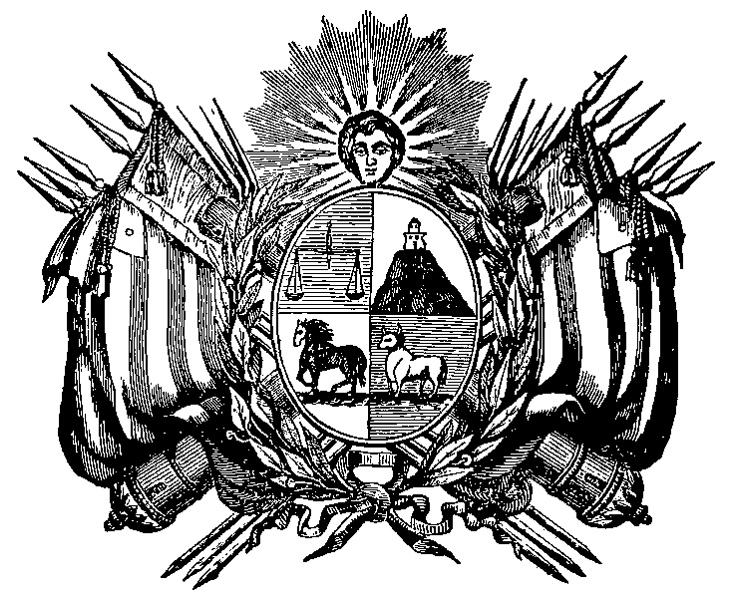
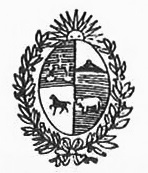

## نشان‌های تاریخی

نشان استان شرقی (۱۸۱۵-۱۸۱۷)
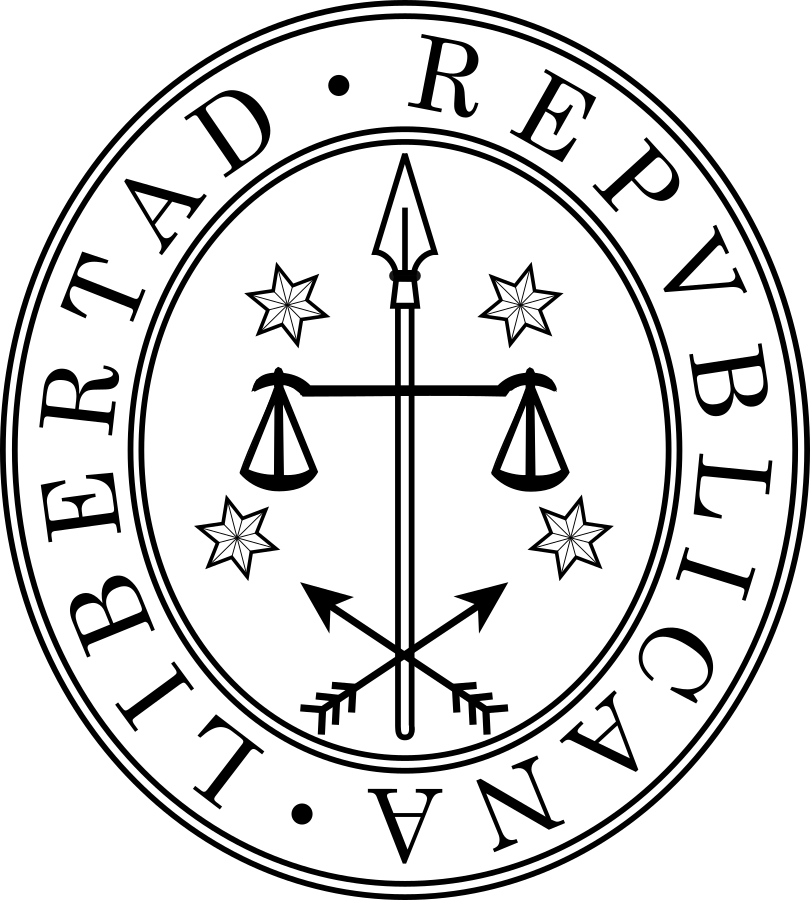
مهر استان شرقی (۱۸۱۷)
ایالت شرقی اروگوئه (۱۸۲۹-۱۹۰۶)